# NGC 5818
NGC 5818 is een lensvormig sterrenstelsel in het sterrenbeeld Ossenhoeder. Het hemelobject werd op 23 april 1887 ontdekt door de Amerikaanse astronoom Lewis A. Swift.

## Synoniemen
- UGC 9643
- MCG 8-27-46
- ZWG 248.39
- NPM1G +50.0301
- PGC 53530